# Port fluvial de Kherson
Le port de Kherson est un port fluvial d'Ukraine sur le Dniepr.

## Histoire
Il se trouve sur le court inférieur du Dniepr, il est une importante plateforme de transport de marchandises et un chantier naval.

## Infrastructures et installations
Il est spécialisé dans le traitement des minerais : coke, charbon, bois... de la ferraille, des engrais ainsi que l'export des produits laminés des Zaporizhtal. Il a mis en service un nouvel entrepôt céréalier depuis 2006.

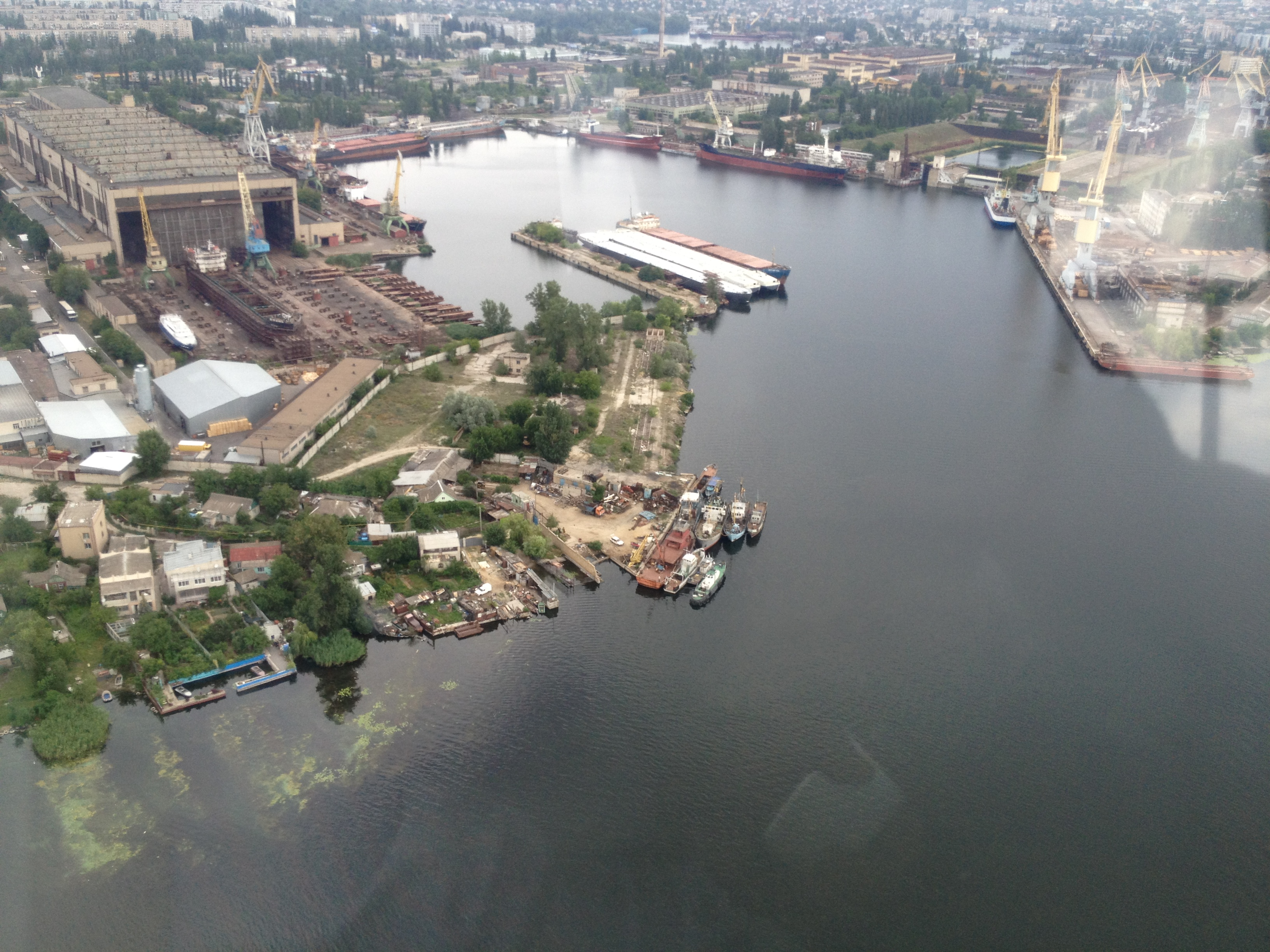
Vue générale.

Il est équipé pour accepter des navires de 180 m de longueur et de quatre mètres de tirant d'eau, il a treize quais.

## Caractéristiques
Il se trouve à 28 km de l'estuaire Dniepr-Bug est navigable toute l'année.

## Intermodalité

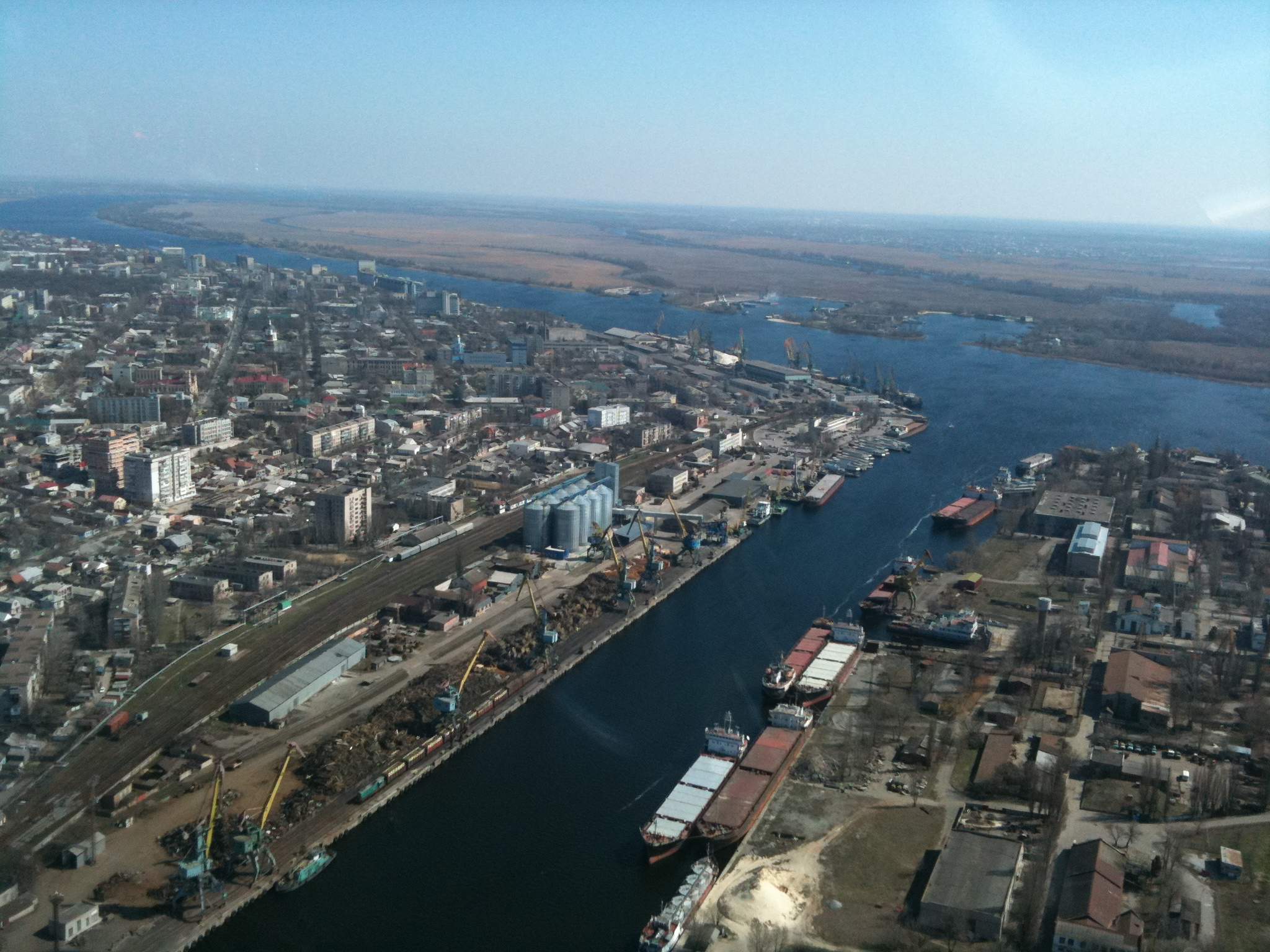
Le port relié aux voies de chemin de fer.

Il est le lieu de passage de 1,2 million de passagers par sa gare fluviale.